# 回虫
回虫（カイチュウ、蛔虫とも）は、多くの哺乳類の、主として小腸に寄生する動物で、線虫に属する寄生虫である（「分類」を参照）。狭義には、ヒトに寄生するヒトカイチュウ Ascaris lumbricoides を指す。ヒトに最もありふれた寄生虫であり、世界で約十億人が感染している。本項では主としてヒトカイチュウについて記載する。

## 特徴
雌雄異体であり、雄は全長15 - 30cm、雌は20 - 35cmと、雌の方が大きい。環形動物のミミズに似た体型であり、 lumbricoides （ミミズのような）という種名もこれに由来するが、回虫は線形動物であり、環形動物とは全く異なるので体節も環帯もなく、視細胞などの感覚器も失われており、体の両先端に口と肛門があるだけで、体幹を腸が貫通する。生殖器は発達し、虫体の大部分を占める。成熟した雌は1日10万個から25万個もの卵を産む。

## 生活史
最大25万個の回虫卵は小腸内で産み落とされるが、そのまま孵化する事はなく、糞便と共に体外へ排出される。排出された卵は、気温が15℃くらいなら1か月程度で成熟卵になり、経口感染によって口から胃に入る。虫卵に汚染された食物を食べたり、卵の付いた指が感染源となる場合が多い。卵殻が胃液で溶けると、外に出た子虫は小腸に移動する。しかしそこで成虫になるのではなく、小腸壁から血管に侵入して、肝臓を経由して肺に達する。この頃には1mmくらいに成長している。数日以内に子虫は気管支を上がって口から飲み込まれて再び小腸へ戻り、成虫になる。子虫から成虫になるまでの期間は3か月余りであり、寿命は1年から2年程である。
こうした複雑な体内回りをするので「回虫」の名がある。このような回りくどい感染経路をたどる理由ははっきりしていない。一説によれば、回虫はかつては中間宿主を経てヒトに寄生していたためではないかという。

## 歴史と現状
回虫は、古くから人類の最も普遍的な寄生虫であった。紀元前4世紀から5世紀のギリシャの医師ヒポクラテスや中国の紀元前2700年頃に記録があり、日本では4世紀前半とされる奈良県纏向（まきむく）遺跡の便所の遺構から回虫卵が発見されている。鎌倉時代頃から、人糞尿（下肥）を農業に利用する事が一般化したので、回虫も広く蔓延した。人体から排泄された回虫卵が野菜等に付き、そのまま経口摂取されて再び体内に入るという経路である。こうした傾向は20世紀後半にまで続き、1960年頃でも、都市部で寄生率30 - 40%、農村部では60%にも及んだ。しかし、徹底した駆虫対策と衛生施設・衛生観念の普及によって急速に減少、20世紀末には実に0.2%（藤田紘一郎）から0.02%（鈴木了司）にまで下り、世界で最も駆虫に成功した例となった。ただし、同じ頃に広まった自然食ブームによって下肥を用いた野菜が流通するようになり、また発展途上国からの輸入野菜類の増加に伴い、回虫寄生の増加が懸念される。さらに、駆虫が余りにも徹底したため、回虫に関する知識が忘れられるというような場合もあり、医師でさえ回虫を見た経験がなく、検査方法も知らない例もあって、回虫の増加が見逃される恐れもある。
世界的にも回虫の寄生率は高く、アジア・アフリカ・中南米などの発展途上国・地域ではなお40%程度あり、欧米でも数%となっている。発展途上国・地域では、人口の激増と都市集中、衛生施設・観念の不足、衛生状態や経済の悪化等により駆除が困難となっている。

## 害
回虫による障害は多岐にわたり、摂取した栄養分を奪われる、毒素を分泌して体調を悪化させる、他の器官・組織に侵入し、鋭い頭で穿孔や破壊を起こす、等である。1匹や2匹程度の寄生であればほとんど問題はなく、肝機能が強ければ毒素を分解してしまうが、数十匹、数百匹も寄生すると激しい障害が起こる。幼少期なら栄養障害を起こし、発育が遅れる。毒素により腹痛・頭痛・めまい・失神・嘔吐・痙攣といった症状が出る。虫垂に入り込んで虫垂炎の原因になる場合も稀ではなく、多数の回虫が塊になってイレウス（腸閉塞）を起こす事もあり、脳に迷入しててんかんのような発作を起こす例もある。

## 対策
衛生環境を整備しなければならないのはもちろんである。かつての日本で寄生率が著しく高かったのは、人糞尿を肥料に用いていたと共に、それで栽培した野菜類を漬け物などとして生食していたのが大きな原因である。回虫卵は強い抵抗力を持ち、高濃度の食塩水中でも死なないので、食塩を大量に使用した漬け物でも感染は防げなかった。第二次大戦後は化学肥料の普及が回虫撲滅の一端を担った。回虫卵は熱に弱く、70℃では1秒で感染力を失う。したがって野菜類は充分熱を通して食べれば安全である。有機栽培の生野菜を摂取するのであれば、下肥の加熱処理をしなければならない。
だが、大量の食品が海外から輸入されている現状では、そこから感染する恐れもあり、注意しなければならない。発展途上国では人糞尿を肥料にする事は少ないが、衛生観念や施設の不充分から回虫の蔓延が見られる。便所の位置や構造が不衛生で、地面にそのまま排泄する場合には、乾燥した便に含まれる回虫卵が風に乗って空中に浮遊して感染する。糞便にたかる昆虫やネズミなどの小動物も感染源となっている。
回虫は毎日大量に産卵するので、1匹でも寄生していれば必ず糞便に卵が混じる。よって検便をすれば寄生の有無がわかる。
日本では第二次世界大戦の前後に植物成分由来の駆虫薬としてサントニン、ハリス・アスミン、カイニンソウなどが用いられたが、最近はパモ酸ピランテル、メベンダゾールなどが用いられる。根本的には便所の改善、人々の衛生観念の向上、社会の貧困撲滅など、多くの課題がある。発展途上国・地域でも、日本はじめ先進諸国の援助もあってそれらの問題の解決に取り組んでいるが、なお困難な事業である。

## アレルギー症との関連
藤田紘一郎は、回虫（ヒト回虫）の寄生が花粉症などのアレルギー性疾患の防止に効果があると説いている。それによると、花粉症は花粉と結合した抗体が鼻粘膜の細胞に接合し、その結果としてヒスタミン等の物質が放出されて起こるが、回虫などの寄生虫が体内にいる場合、寄生虫は人体にとって異物であるので対応する抗体が大量に産生され、しかもそれらの抗体は花粉等のアレルギー物質とは結合しないので、アレルギー反応も起こらない。近年アレルギー性疾患が激増しているのは、回虫保有率が極端に減少したためであるという。少数の回虫寄生であれば、むしろ人体に有益な面も見られると考えられる。ヒト回虫とヒトには安定した共生関係が成立している可能性も考えられる。
これに対して東京慈恵会医科大学元教授の渡辺直煕（熱帯医学講座）は、ヒトへのブタ回虫寄生によりアレルギー物質に対するIgE抗体産生が増強する結果アレルギー疾患が増悪することを示し、藤田の説を否定している。

## その他
豚回虫・牛回虫・馬回虫・犬回虫・猫回虫など各種の回虫は、それぞれの哺乳類に固有であり、異種間では成虫になれない。そのため産卵することは無いので、糞便の虫卵検査では検出出来ない。時おり話題になるアニサキス症も、クジラ類の回虫に当たるアニサキスの幼虫がヒトの消化管（胃）へ迷入して起こる。ただし、人体に入ってもすぐ死んでしまい、寄生する事はない。もっとも、回虫は、かつては異なる宿主には寄生しないと考えられて来たが、実際にはヒトにイヌ回虫などの幼虫が寄生した例が多くあり、そのような場合は各種臓器への迷入が起こりやすく、重篤な症状を引き起こすので充分な注意が必要である。

## 分類
分類の一部を示す。
- 回虫科（カイチュウ科）Ascarididae
  - 回虫亜科 Ascaris
    - カイチュウ属 Ascaris
      - ヒト回虫 Ascaris lumbricoides Linnaeus, 1758
      - 豚回虫 Ascaris suum Goeze, 1782

    - Lagochilascaris
      - 頚部膿瘍回虫 Lagochilascaris minor Leiper, 1909

    - Baylisascaris
      - スカンク回虫 Baylisascaris columnaris (Leidy, 1856) Sprent, 1968
      - テン回虫 Baylisascaris devosi (Sprent 1952) Sprent, 1968
      - マーモセット回虫 Baylisascaris laevis (Leidy 1856) Sprent, 1968
      - アナグマ回虫 Baylisascaris melis (Gedoelst, 1920) Sprent, 1968
      - アライグマ回虫 Baylisascaris procyonis (Stefanski et Zarnowski, 1951)
      - パンダ回虫 Baylisascaris schroederi (McIntosh, 1939) Sprent, 1968
      - タスマニアデビル回虫 Baylisascaris tasmaniensis Sprent, 1970
      - クマ回虫 Baylisascaris transfuga (Rudolphi, 1819) Sprent, 1968

    - Toxascaris
      - 犬小回虫 Toxascaris leonina (von Linstow , 1902) Leiper, 1907

    - Neoascaris
      - 牛回虫 Neoascaris vitulorum (Goeze, 1782) Travassos, 1927

    - Parascaris
      - 馬回虫 Parascaris equorum (Goeze, 1782) Yorke & Maplestone, 1926

  - トキソカラ亜科 Toxocarinae
    - Toxocara
      - 犬回虫 Toxocara canis (Werner, 1782) Johnston, 1916
      - 猫回虫 Toxocara cati (Schrank, 1788) Brumpt, 1927
      - タヌキ回虫 Toxocara tanuki Yamaguti, 1941

その他